# Multilanguage Electronic Phototypesetting System
MEPS er et akronym af Multilanguage Electronic Phototypesetting System, på dansk Flersprogede Elektronisk Fotosatssystem.
Det er en nemt system for at fremstille og printe publikationer på mange forskellige sprog og Tegn, udviklet af Vagttårnets Bibel- og Traktatselskab til at kunne udgive deres publikationer simultan på mange sprog.
Til 1978, blev deres tekster skrevet på engelsk, herefter oversat til hovedsprogene og derefter i de mindre vigtige. At distribuere disse publikationer i snesevis af sprog over hele verden præsenterede nogle usædvanlige problemer med satsarbejde. Kommercielle firmaer var ikke interesseret i at udvikle et system der kunne lette dette arbejde. Derfor udviklede selskabet selv MEPS-systemet. Det blev færdiggjort i 1986. Systemet blev bygget på IBM-apparatur.
IBM viste nu interesse og købte systemet over. Systemet blev udgivet under navnet Integrated Publishing System eller IPS.
En af de medst kendte publikationer, som er udgivet ved hjælp af IPS, er Encyclopedia Britannica.

## MEPS Systemer
Kernen af systemet, er MEPS-serveren. Den har den nødvendige kapacitet for alle aktiviteter i fire grafiske terminaler, kaldet arbejdsstationer. Der bruges en særlig tastatur, designet til at give alle de funktioner, der skal gennemføres, med 182 knapper, fem vækselniveauer (i stedet for tre i et normalt tastatur som ctrl, alt og Alt gr), som dermed giver 910 nøglefunktioner. Den har sin egen 16-bit mikrocomputer til kontrol og behandling af commandoer, tegn eller en kombination af opgaver.

## Stil
En layout består af en inddeling af de billeder, rammer, titler og billedtekster. Hver del af den skrevne tekst kan redigeres med et hvilket som helst skrifttype som er tilgængelige i alle størrelser. Herefter bliver teksten placeret i tekstrammer og omkring de reserverede pladser for billeder. En stor fordel er, at layoutet er stort set uændret. For eksempel bruges mindre tekst på dansk end på nederlansk. Skrifttypen for det nederlandske sprog er derfor lidt mindre, men indeholder stadig det samme format.

## At designe bogstaver og tegnsæt med MEPS
Ud over at udvikle softwaren, skulle tegnsættet fastlegges digitalt, med de særlige kendetegn der adskiller hver enkelt sprog. Hvert bogstav og tegn af et bestemt sprog (for eksempel store og små bogstaver for hver karakter og accenter som hjælper med udtalelsen, og alle tegnsætninge – alle i forskellige størrelser), med hver skrifttype (som lys, kursiv, fed og ekstra fed) var der en særskilt tegning der kræves, eventuelt i flere forskellige skrifttyper. For de latinske alfabet var 202 tegn nødvendigt. De 369 latinske skrifttyper krævede i alt 74.538 tegn. For at forberede alle typer af kinesiske skrifttyper måtte 8364 tegn laves for hvert skrifttype, og der ville senere blive tilføjet flere tegn.
Da tegningerne blev færdig, skulle softwaren designes, som ville give muligheden til at trykke rene og klare bogstaver og karakter. Denne software skulle ikke alene kunne arbejde med det latinske alfabet, men også med Bengalske, kyrilliske, græske, hindi Khmer og koreansk, arabiske hebraisk og andre sprog, skrevet fra højre til venstre. Desuden måtte man beskæftige sig med mere specifikke sprog som japansk og Kinesisk. I disse sprog skrives både fra top til bund, fra højre mod venstre og fra venstre mod højre. I 1992 var softwaren tilgængelig for behandling af tekst i over 200 sprog og andre sprog-programmer var stadig i udvikling.

## Eksempel
"Arabiske bogstaver er skrevet på fire forskellige måder, afhængig af hvor de befinder sig i et ord eller en sætning. Såfremt en bogstav er skrevet i begyndelsen af et ord, er det skrevet på en særlig måde, men er den skrevet midt i et ord skrives den på en anden måde, og ved slutningen af et ord igen på en anden måde, og hvis bogstavet er alene i en sætning (som i), skrives den på en fjerde måde. En arabisk linotype har separate taster til alle de forskellige variationer af de 22 arabiske bogstaver med deres fire forskellige stavemåder. MEPS bestemmer dog automatisk den korrekte stavemåde af det bogstav, baseret på placeringen af bogstavet i et ord eller en sætning. "

## Brug af MEPS
Der er ingen andre programmer, der kan arbejde samtidig på så mange sprog. Selvom MEPS kan håndtere mange forskellige sprog, fungerer systemet ikke som et oversattelsesprogram. Den virkelige oversættelsen bliver udført af folk, der senere indfører den oversatte tekst i MEPS. Den grafiske terminal er designet til at vise flere sprog på skærmen. Allerede i 1984 havde MEPS en WYSIWYG funktion. Den øverste sektion viser for eksempel en engelsk tekst, herunder for eksempel den danske oversættelse.

## Trivia
- MEPS havde i 2012 et kapacitet for at publicere material på 741 sprog og dialekter, og anvendede 31 alfabeter og tegnsæt.[6]
- Per 6. maj 2017 bliver der, ved hjælp af MEPS, udgivet publikationer på 891 sprog på jw.org og er dermed den mest oversætte hjemmeside på internettet. Over 90 tegnsprogoversættelser er medregnet i dette tal.[7]
- Brochuren Lyt til Gud og få evigt liv er per 1. juni 2016 oversat på 640 sprog ved hjælp af MEPS[8]